# Crisis Zone
 (mars 2010).
Si vous disposez d'ouvrages ou d'articles de référence ou si vous connaissez des sites web de qualité traitant du thème abordé ici, merci de compléter l'article en donnant les références utiles à sa vérifiabilité et en les liant à la section « Notes et références ».
Crisis Zone est un jeu vidéo de tir au pistolet développé par Namco et Gashin Sound System et édité par Namco. Il est sorti en arcade sur le System 23 en 2000, puis fut porté sur PlayStation 2 le 22 septembre 2004. Ce jeu fait partie de la série Time Crisis.

## Histoire
Le joueur incarne un agent de la Force Tactique Spéciale qui doit sécuriser Londres des terroristes dans un environnement destructible.